# Vireolanius melitophrys
Vireolanius melitophrys là một loài chim trong họ Vireonidae.